# Naucide

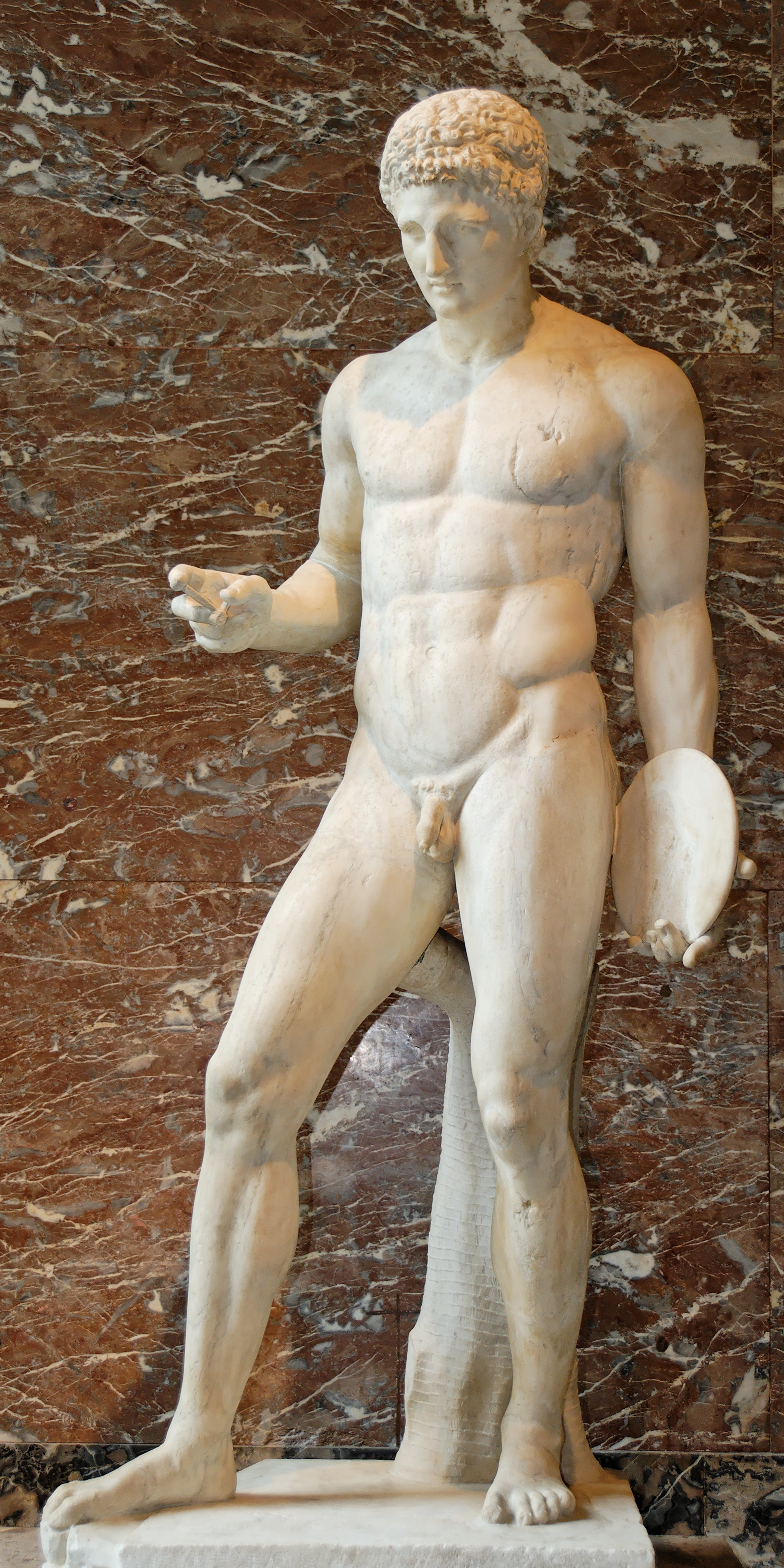
Statua di discoforo. Copia di età imperiale da originale bronzeo di Naucide. Parigi, Museo del Louvre Ma 89.

Naucide (in greco Ναυκύδης; V secolo a.C. – IV secolo a.C.) è stato uno scultore greco antico, attivo tra il 420 e il 390 a.C. circa (Plinio il Vecchio, Nat. hist., XXXIV, 50) e appartenente alla scuola policletea di prima generazione.

## Biografia
Pausania il Periegeta lo definisce figlio di Motone e fratello di Policleto (II, 22, 7), del quale fu anche maestro (VI, 6, 2). Suo allievo fu anche Alipo (Paus., VI, 1, 3).
Numerose sono le opere assegnategli dalle fonti e tra queste Plinio ricorda un Hermes, un discoforo e un sacrificatore di ariete (Nat. hist., XXXIV, 80); si ricordano ancora una Ebe per l'Heraion di Argo in tecnica crisoelefantina (Paus., II, 17, 5), una Ecate bronzea presso il tempio di Ilizia ad Argo e due statue del lottatore Cheimon, queste ultime opere databili all'ultimo venticinquennio del V secolo a.C. (Paus., VI, 9, 3).

## Il discoforo

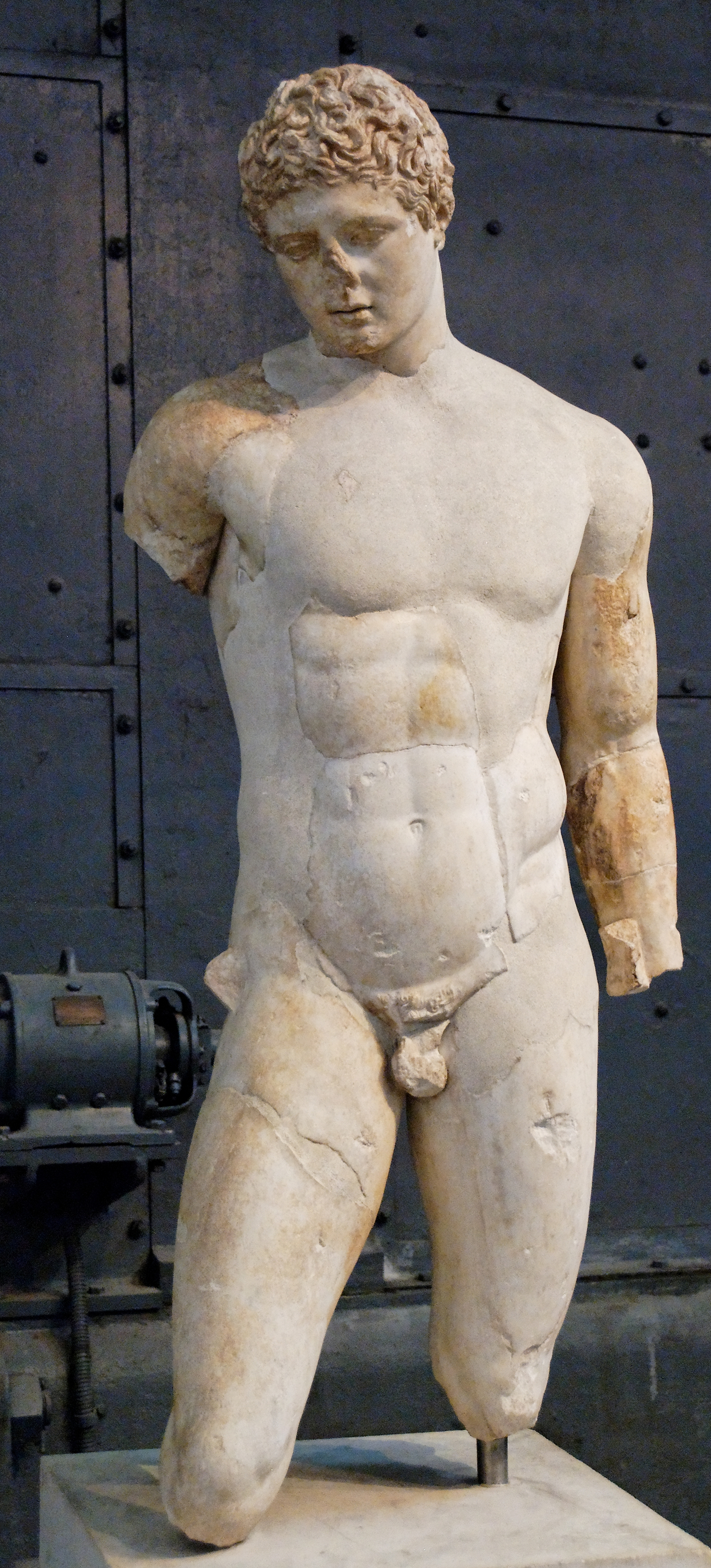
Statua di discoforo. Roma, Musei Capitolini S1865.

L'identificazione del discoforo marmoreo dei Musei Vaticani (Sala della Biga 2349, restaurato con testa non pertinente) con l'opera bronzea attribuita dalle fonti letterarie antiche a Naucide, datata ai primi anni del IV secolo a.C., risale a Ennio Quirino Visconti. La tipologia è conosciuta attraverso altre copie; la copia dei Musei Capitolini (Centrale Montemartini, Sala Macchine S 1865), pur priva degli arti, potrebbe aver conservato la freschezza dell'originale nel trattamento del volto e dei capelli. Numerosi sono i dettagli policletei, sia nella struttura del corpo, con l'accentuazione di alcuni muscoli, sia nella modellazione e nella posa dell'atleta, derivate dal periodo tardo di Policleto, caratterizzato da maggiore fluidità nel passaggio tra i piani e da una maggiore staticità.
Il giovane sembra rappresentato nel momento di concentrazione che precede l'azione; la figura, non più interessata al contrapposto, è posizionata sulla diagonale, quasi invitando l'osservatore ad un percorso ad arco intorno ad essa per affermarne la tridimensionalità e la presenza nello spazio, superando in tal modo la frontalità e l'idealizzazione del V secolo a.C.